# Phoracantha rugithoracica
Phoracantha rugithoracica là một loài bọ cánh cứng trong họ Cerambycidae.